# Welzheim
Welzheim település Németországban, azon belül Baden-Württembergben. Lakosainak száma 11 378 fő (2023. december 31.).

## Népesség
A település népessége az elmúlt években az alábbi módon változott:
| Lakosok száma | 8444 | 11 063 | 11 133 | 11 176 | 11 219 | 11 335 | 11 378 |
|               | 1975 | 2015   | 2017   | 2019   | 2021   | 2022   | 2023   |